# Arquipélago dos Canarreos

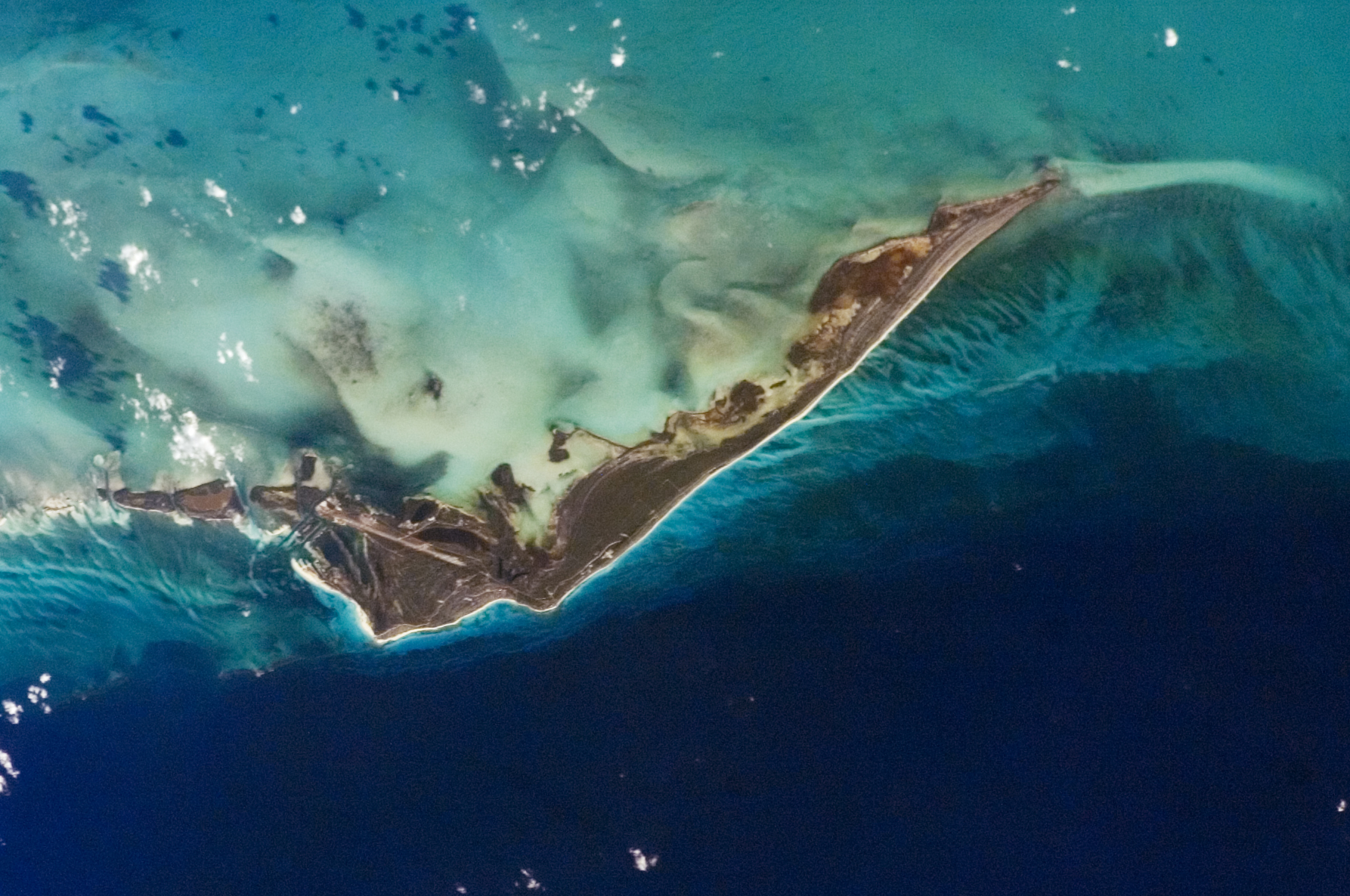
Imagem de satélite de Cayo Largo del Sur uma das ilhas do Arquipélago dos Canarreos, Cuba

O Arquipélago dos Canarreos é um grupo de ilhas do sul de Cuba. Localizadas no Mar das Caraíbas, a ilha principal é a ilha da Juventude e a segunda mais importante Cayo Largo do Sul. Estão estas ilhas rodeadas a leste pelo Golfo de Cazones, a norte pelo Golfo de Batabanó e a oeste pelo Canal dos Índios.
Fica na costa sudoeste de Cuba que, juntamente com a ilha da Juventude (parte do arquipélago) fecha a sul o amplo golfo de Batabanó. Os seus abundantes cayos estendem-se ao longo de 150km sobre um mar de escassa profundidade. Este arquipélago, que pertence por inteiro ao município especial de Isla de la Juventud, constitui um rosário de ilhas e ilhéus de origem recente (criado durante o Quaternário), formados quase exclusivamente por caliças e com dimensões reduzidas.